# Circuit d'Albacete
El Circuit d'Albacete és un circuit de curses situat a Albacete, Espanya, que es va inaugurar el 1990. Ha acollit proves de diversos campionats internacionals, tant de motociclisme com d'automobilisme.

## Característiques
La pista principal té una longitud de 3,550 km amb 14 revolts, 8 d'ells a la dreta i 6 a l'esquerra. La pista també es pot configurar en dos traçats més: un circuit de 2,237 km de llarg amb 8 revolts, 5 a la dreta i 3 a l'esquerra, i un circuit curt d' 1,336 km amb 6 revolts, 5 a la dreta i 1 a l'esquerra.

## Competicions
El circuit va acollir el Campionat del Món de Superbike del 1992 al 1999; de les 16 curses d'aquest campionat celebrades a Albacete, el pilot que més en va guanyar va ser Carl Fogarty, amb sis victòries. A més d'aquesta competició, el circuit ha acollit proves internacionals de motociclisme com ara el Campionat del Món de resistència, el Campionat del Món de sidecars i el Campionat d'Europa de motociclisme, així com proves de camions, entre elles el Campionat d'Europa.
Pel que fa als campionats nacionals, al circuit s'han organitzat curses de diverses categories, entre les quals destaquen el campionat d'Espanya de Fórmula 3 i el Campionat d'Espanya de Motociclisme de Velocitat (CEV).

## Historial del traçat

Traçat principal (1990–2014)
Traçat principal (2015-actualitat)